# 46692 Taormina
46692 Taormina è un asteroide della fascia principale. Scoperto nel 1997, presenta un'orbita caratterizzata da un semiasse maggiore pari a 2,4259795 au e da un'eccentricità di 0,0812974, inclinata di 7,97322° rispetto all'eclittica.
L'asteroide è dedicato all'omonima località italiana.